# ناچو لوپز (بازیکن فوتبال)
ناچو لوپز (انگلیسی: Nacho López؛ زادهٔ ۲۴ اکتبر ۱۹۸۷) بازیکن فوتبال اهل اسپانیا است.
از باشگاه‌هایی که در آن بازی کرده‌است می‌توان به باشگاه فوتبال رئال اویدو اشاره کرد.